# Vår nya fröken
Vår nya fröken (slovakiska: Učiteľka) är en slovakisk-tjeckisk dramakomedifilm från 2016 i regi av Jan Hřebejk, med Zuzana Mauréry i huvudrollen. Den utspelar sig under 1980-talet i en förort till Bratislava, och handlar om en lärarinna som utnyttjar sin position inom kommunistpartiet för att utpressa både sina elever och deras föräldrar. Petr Jarchovský skrev filmens manus.

## Medverkande
- Zuzana Mauréry som Mária Drazdechová
- Zuzana Konečná som Kucerová
- Csongor Kassai som Kucera
- Tamara Fischer] som Danka Kucerová
- Martin Havelka som Binder
- Éva Bandor som Hana Binderová
- Oliver Oswald som Filip Binder
- Peter Bebjak som Václav Littmann
- Richard Labuda som Karol Littmann

## Visningar
Filmen hade premiär vid filmfestivalen i Karlovy Vary den 4 juli 2016. Den gick upp på slovakiska och tjeckiska biografer den 21 juli 2016. Den hade Sverigepremiär den 20 april 2018.

## Utmärkelser
Zuzana Mauréry vann priset för bästa skådespelerska vid filmfestivalen i Karlovy Vary. Filmen tilldelades det slovakiska Slnko v sieti-priset för bästa film, kvinnliga huvudroll, manus och originalmusik, samt tilldelades publikpriset. Den var även nominerad för regi, manliga huvudroll (Peter Bebjak), kvinnliga biroll (Zuzana Konečná), manliga biroll (Csongor Kassai), foto, ljud, kostym, mask och scenografi. Den nominerades till Tjeckiska lejonet för bästa film, regi, kvinnliga huvudroll, manus, klippning, originalmusik, scenografi, kostym, mask och affisch.